# La isla de coral
La isla de coral (The Coral Island) es una novela escrita por el escocés Robert Michael Ballantyne en 1857, caracterizada por ser una de las primeras obras de la literatura juvenil en tener como protagonistas exclusivos a jóvenes. Fue elegida como una de las veinte mejores novelas escocesas en 2006 (15th International World Wide Web Conference). Su visión de la vida de unos náufragos en una isla desierta puede ser idílica e ingenua, pero el libro ha sido un éxito y sigue publicándose.

## Resumen de la trama

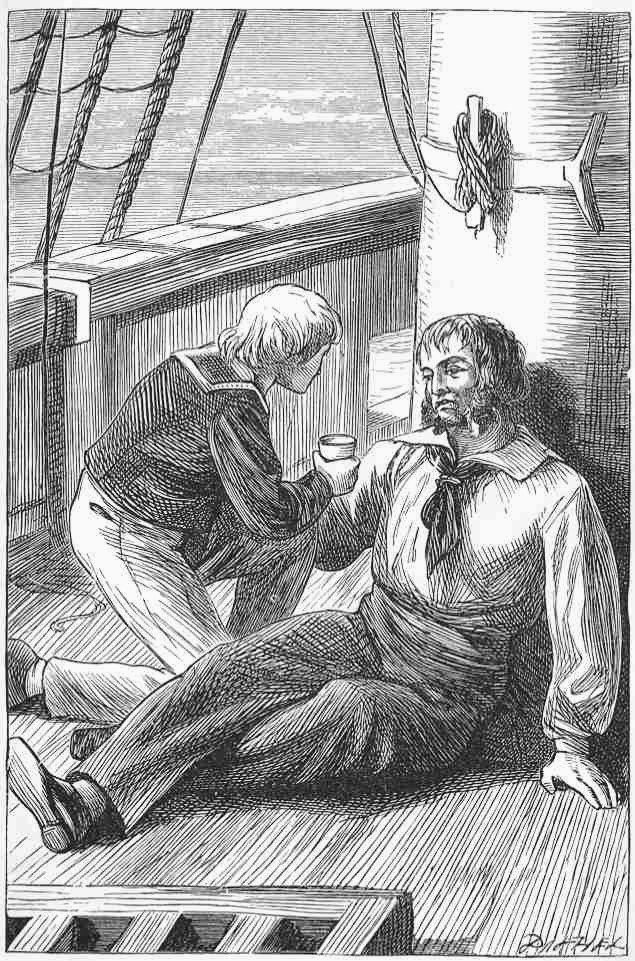
Ilustración de La isla de coral

Tres muchachos ingleses, Ralph Rover, de quince años (el narrador), Jack Martin, de dieciocho y Peterkin Gay, de catorce, son los únicos supervivientes de un naufragio en los arrecifes de una isla polinesia. Durante unos meses llevan una vida apacible. Estrechan su amistad; van aprendiendo a procurarse comida en abundancia (en forma de fruta, pescado y cerdos salvajes). También se construyen un refugio y un pequeño bote empleando las pocas posesiones que rescatan del naufragio, entre ellas un hacha. Exploran la isla, que según la descripción que se da de ella, tendría la forma de un círculo de unos 20 kilómetros de diámetro con dos cumbres principales de 150 y 300 metros de altitud y numerosos valles. Uno de sus descubrimientos es una cueva, que llaman "del diamante", en que se puede entrar sólo buceando bajo el agua y es por tanto un escondite ideal. Otro hallazgo es una cabaña desvencijada con los restos de un náufrago anterior, lo que no deja de arrojar una sombra sobre su despreocupada vida, al hacerles presente que ese puede ser también su fin, de no llegar a establecer contacto con otros hombres.
Este contacto llega inesperadamente cuando varios meses después de su llegada observan dos grandes canoas, con numerosos nativos a bordo, llegar a la playa. En la primera hay varias mujeres, además de los hombres y viene escapando de otra ocupada únicamente por guerreros. Después de desembarcar, ambos grupos entablan un combate y los chicos intervienen en favor del bando que estaba huyendo. Su participación es decisiva en la derrota de los perseguidores, lo que les gana la gratitud del jefe Tataro. Los polinesios parten y los muchachos vuelven a estar solos.
Llega entonces una nueva visita. Esta vez se trata de piratas. Los chicos se ocultan en la cueva del diamante, pero Ralph es capturado cuando sale a ver si los piratas han abandonado la isla. Lo enrolan a la fuerza y la goleta pirata abandona la Isla de Coral, dejando atrás a sus dos amigos.
Durante la navegación por los mares del sur con los piratas, Ralph es tratado con brutalidad y cada vez es mayor la repugnancia que siente por ellos y su aislamiento en el barco. Sin embargo traba una cierta amistad con uno de ellos: "Bill el Sanguinario", también descontento con el trato brutal del capitán. Sin embargo no consideran la huida, porque los nativos, excepto los convertidos al cristianismo, asesinan sistemáticamente a los náufragos que llegan a sus costas, aparte de practicar el canibalismo, los sacrificios humanos y otras costumbres salvajes.
En un abordaje, los piratas asaltan un navío que resulta estar ocupado por misioneros nativos. Sorprendentemente el capitán los trata amablemente y los deja partir sin tocarles un cabello. La explicación de una conducta tan extraña en un hombre tan violento como el capitán la da uno de los piratas: "Los únicos sitios de los mares del Sur en que se puede atracar un barco y proporcionarse lo necesario son donde se ha predicado el Evangelio. En el resto es como meterse en la boca de un tiburón, a no ser que tengas treinta compañeros armados hasta los dientes cubriéndote".
Cuando no se presenta ocasión para cometer sus robos, la goleta pirata comercia con madera de sándalo. A tal fin llegan a una isla en que el capitán entabla negociaciones con el cacique local. Los tratos no son sinceros por ninguna parte, ambos se acechan. Finalmente los nativos atacan a los piratas y sólo quedan Ralph y Bill el Sanguinario con vida. Y aún éste mortalmente herido. Ambos consiguen poner la goleta en alta mar y Ralph se las arregla para conducirla a la Isla de Coral, donde Ralph se reúne con sus amigos. Bill ha muerto en la travesía, arrepentido de sus fechorías.
Los tres parten a la isla de Mango, donde un misionero ha convertido a parte de la población al cristianismo. Los muchachos se encuentran en medio de un conflicto entre dos grupos de nativos y son hechos prisioneros por su viejo amigo Tataro, que es un cacique pagano. Durante un mes esperan la muerte, encerrados en una cueva. Pero la llegada de un nuevo misionero precipita la conversión de Tataro y el resto de los isleños, que entregan sus ídolos a las llamas. Los tres héroes se hacen a la mar rumbo a Inglaterra.

## Influencia de la novela en otras obras
La novela de William Golding El señor de las moscas tiene una marcada influencia de La Isla de Coral. Golding lo resalta al llamar a sus dos principales personajes Ralph y Jack.